# 貓之日 (日本)
貓之日（日语：猫の日）是日本的貓節日，訂於2月22日。這項活動在1987年由日本寵物食品協會設立，用於慶祝和紀念貓咪與人類和平共處。因為在日語中的發音「2」和貓叫聲接近，所以訂在2月22日。
每到貓之日，日本各地不同的機構團體都會舉辦各式各樣的慶祝活動；而一些商家亦會藉助貓之日來促銷相關商品。在2010年（平成22年）的當日，有郵局特別推出印有貓咪圖案的郵戳，以慶祝「22年2月22日」的貓之日。